# Særslev Sogn (Nordfyns Kommune)
Særslev Sogn ist eine Kirchspielsgemeinde (dän.: Sogn)
auf der Insel Fyn (dt.: Fünen)
im südlichen Dänemark. Bis 1970 gehörte sie zur Harde Skovby Herred im damaligen Odense Amt, danach zur Søndersø Kommune im Fyns Amt, die im Zuge der Kommunalreform zum 1. Januar 2007 in der Nordfyns Kommune in der Region Syddanmark aufgegangen ist.
Im Kirchspiel leben 1291 Einwohner, davon 823 im Kirchdorf (Stand: 1. Januar 2023). Im Kirchspiel liegt die Kirche „Særslev Kirke“ und der Dolmen ”Hunnehøj”.

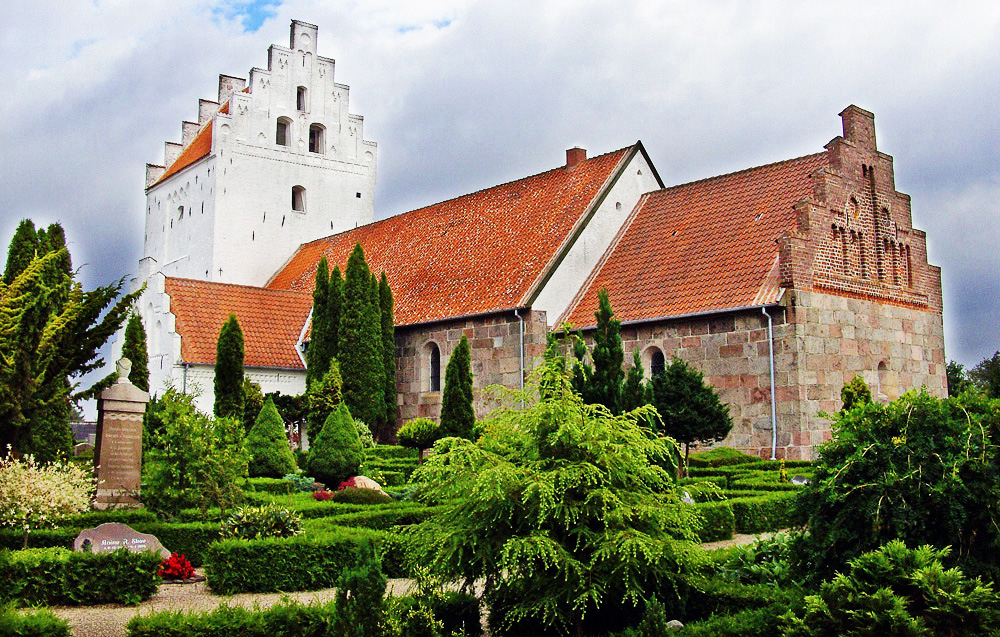
Særslev Kirche

Nachbargemeinden sind im Norden Ejlby Sogn, im Nordosten Melby Sogn, im Osten Skamby Sogn, im Südosten Søndersø Sogn und Vigerslev Sogn, im Süden Veflinge Sogn, im Westen Hårslev Sogn und im Nordwesten Guldbjerg Sogn.